# Chandurbazar
Chandurbazar es una ciudad y  municipio situada en el distrito de Amravati en el estado de Maharashtra (India). Su población es de 18759 habitantes (2011). 

## Demografía
Según el censo de 2011 la población de Chandurbazar era de 18759 habitantes, de los cuales 9529 eran hombres y 9230 eran mujeres. Chandurbazar tiene una tasa media de alfabetización del 91,35%, superior a la media estatal del 82,34%: la alfabetización masculina es del 94,44%, y la alfabetización femenina del 88,18%.